# Palau de la Generalitat (Barcelona)

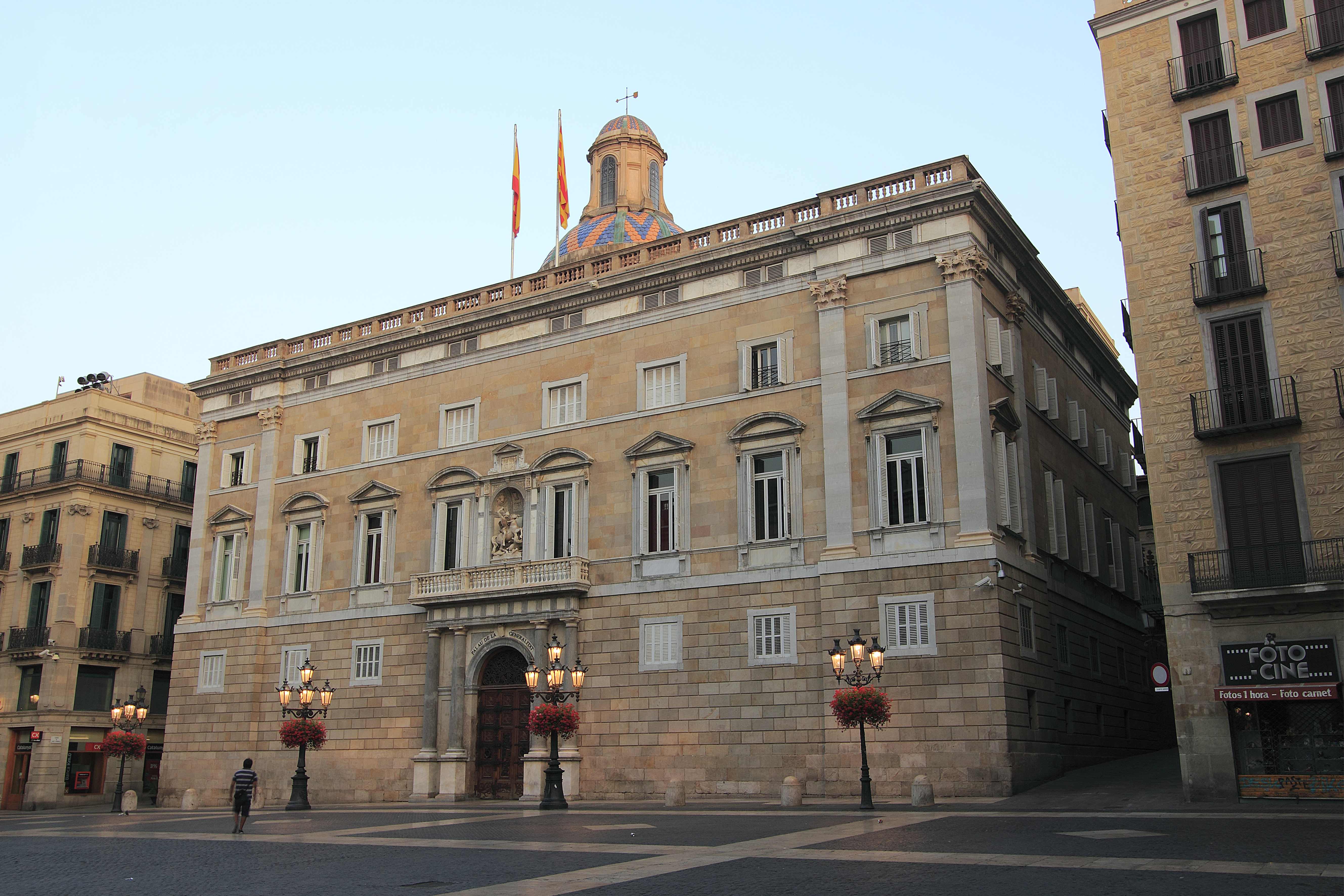
Voorgevel van het Palau de la Generalitat aan de Plaça de Sant Jaume

Het Palau de la Generalitat is een middeleeuws gebouwencomplex in de binnenstad van Barcelona, waarin de uitvoerende macht van de Spaanse autonome gemeenschap Catalonië zetelt, de Generalitat de Catalunya. De voorkant van het gebouw bevindt zich aan de Plaça de Sant Jaume, tegenover het stadhuis van Barcelona. Het is een van de weinige middeleeuwse regeringsgebouwen die nog altijd gebruikt wordt waarvoor het ooit gebouwd is: het eerste gebouw is in 1400 gekocht door de bisschop Alfons van Tous, de twaalfde president van de Generalitat. Door de tijd heen is het steeds verder uitgebreid. De gevel aan de Plaça de Sant Jaume dateert uit 1596 en was de eerste grote gevel in de stijl van de renaissancearchitectuur in Catalonië. 
In het complex bevinden zich een aantal emblematische zalen en twee binnenplaatsen: het Pati Gòtic en het Pati dels Tarongers. Het is door middel van een neogotische brug over de straat Carrer del Bisbe verbonden met de Casa dels Canonges, de officiële ambstwoning van de president van de Generalitat.

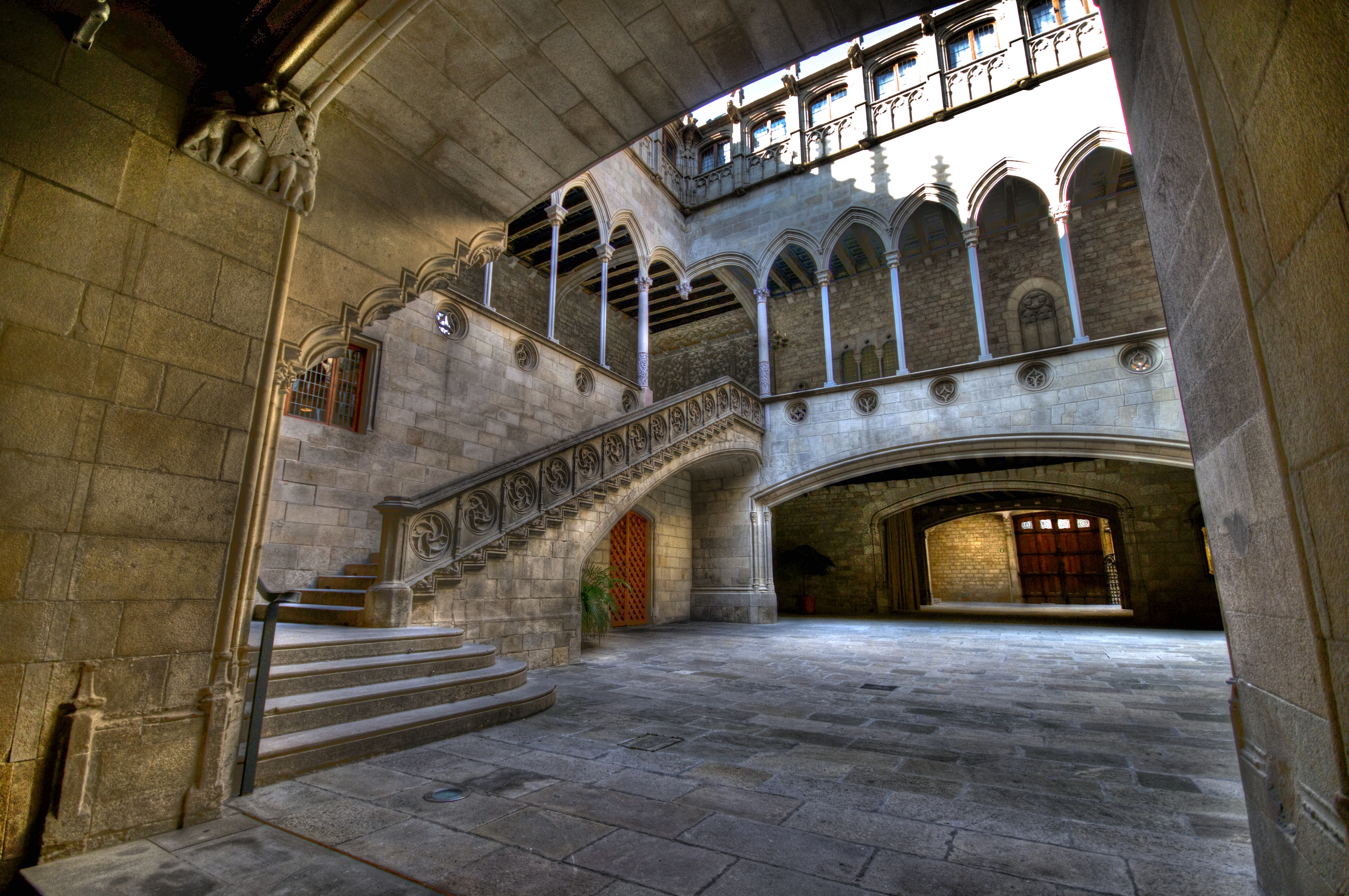
De Pati Gòtic
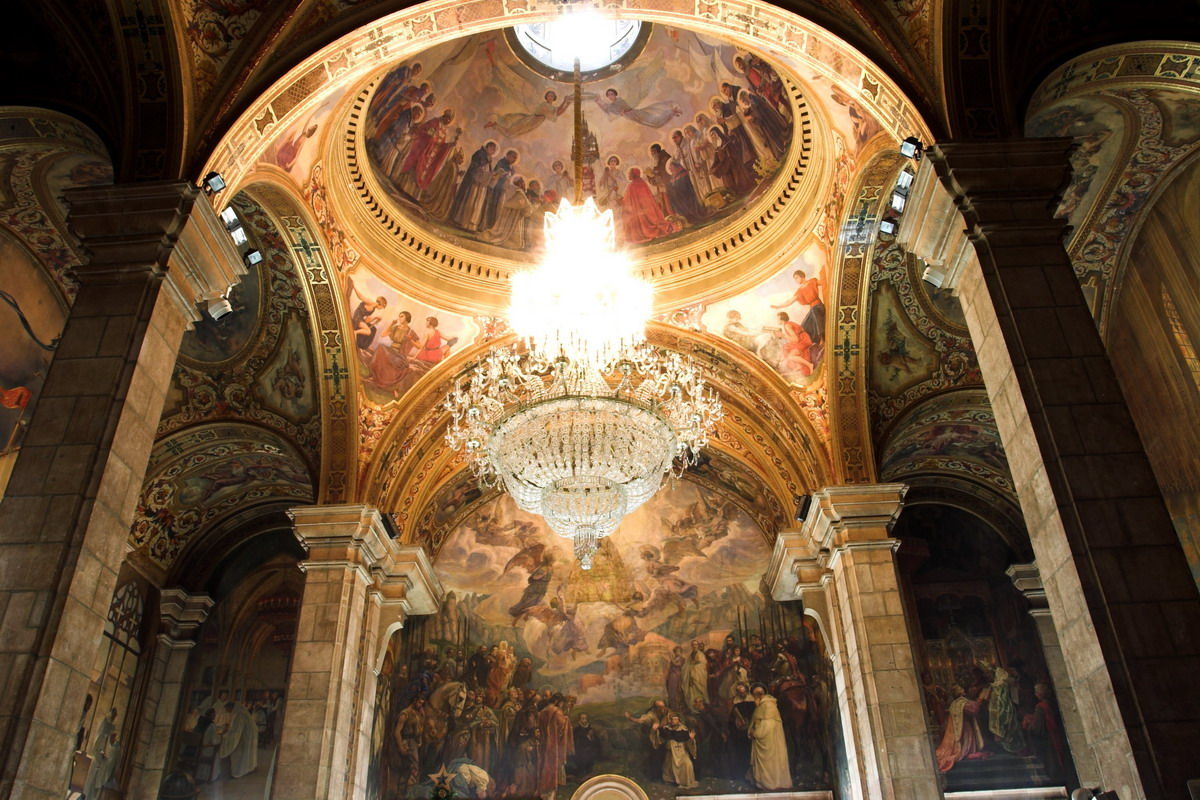
De Sant Jordizaal
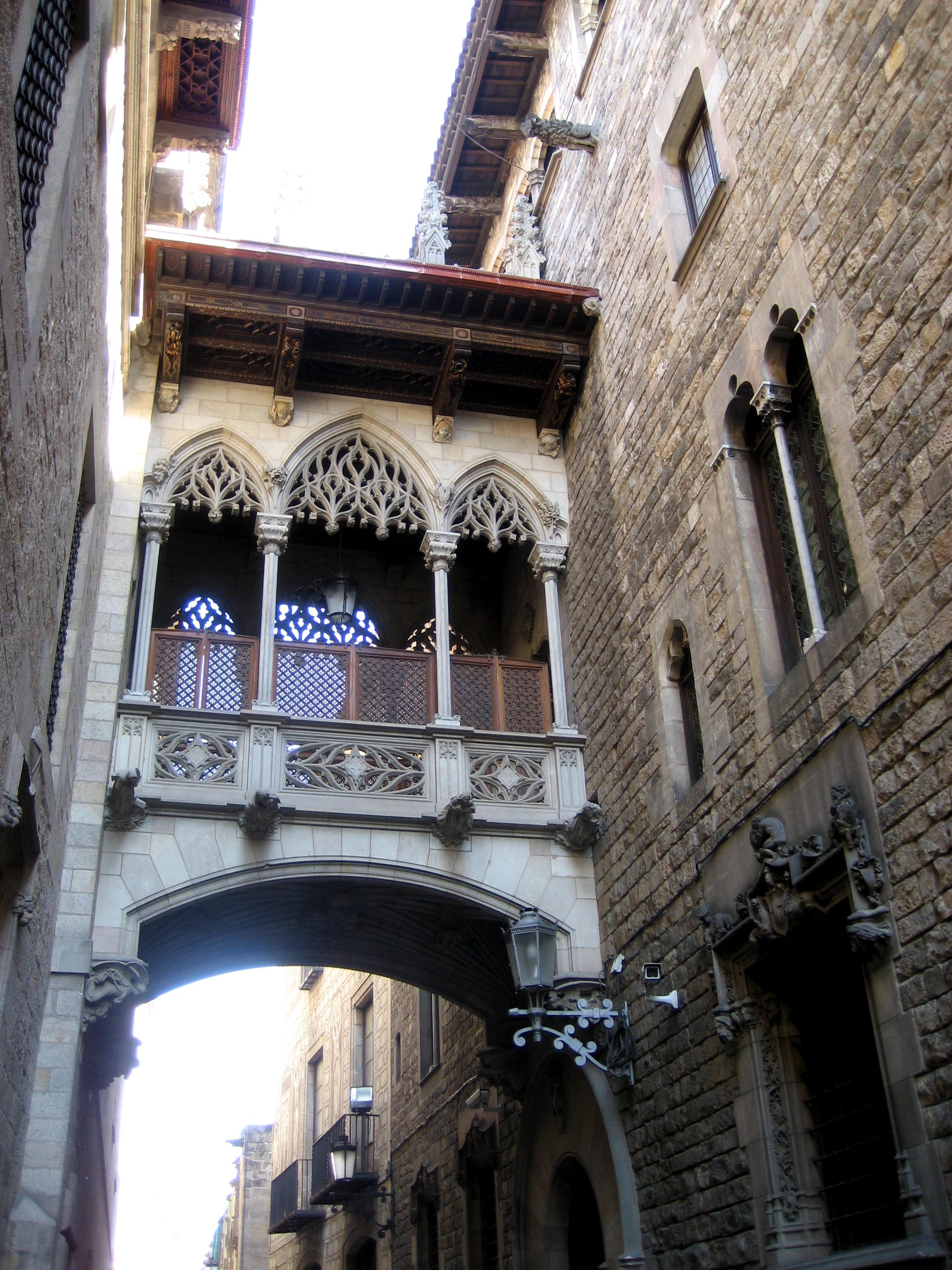
Brug over de Carrer del Bisbe naar de Casa dels Canonges